# Grimes Graves

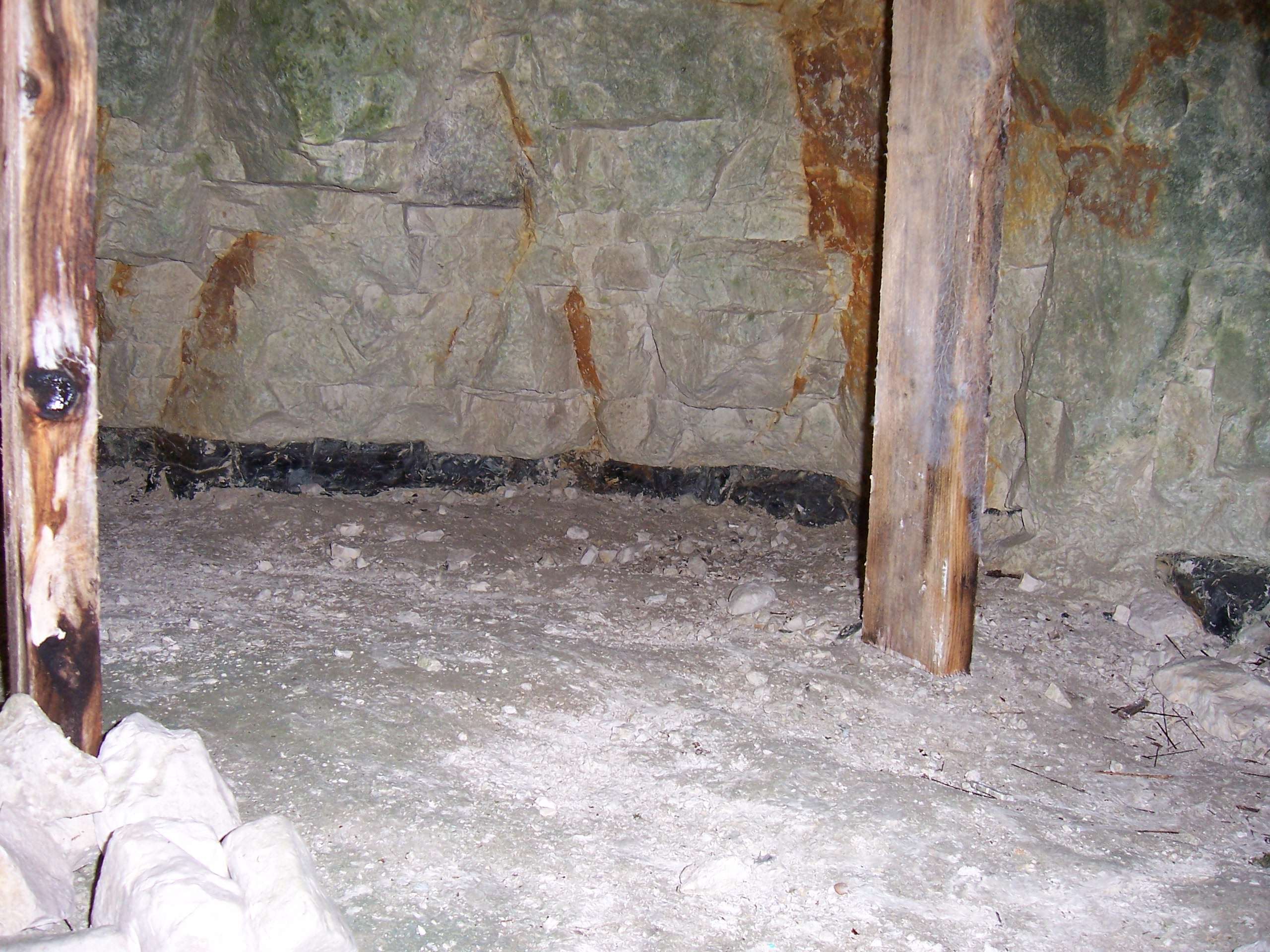
Gruvschakt i Grimes Graves

Grimes Graves är ett område med flintgruvor i Norfolk, England. Brytningen pågick under yngre stenåldern från cirka 2 500-1 700 f.Kr. Området omfattar ett cirka fjorton hektar stort område, med fler än 360 schakt, av vilka somliga går tolv meter djupt in i kalklagren. Flintan användes främst för tillverkning av flintyxor.
Idag förvaltas området av den brittiska statliga myndigheten English Heritage och är öppet för besökare.